# Contea di West Arnhem
La contea di West Arnhem è una delle 16 local government areas che si trovano nel Territorio del Nord, in Australia. Essa si estende su di una superficie di 49.698 chilometri quadrati ed ha una popolazione di 6.806 abitanti. La sede del consiglio si trova a Jabiru.